# Brephos nyassana
Brephos nyassana är en fjärilsart som beskrevs av Max Bartel 1903. Brephos nyassana ingår i släktet Brephos och familjen nattflyn. Inga underarter finns listade i Catalogue of Life.